# Can Guitard de la Muntanya
Can Guitard de la Muntanya és una masia de Terrassa (Vallès Occidental) protegida com a bé cultural d'interès local.

## Descripció
Edifici de planta rectangular, que consta de planta baixa, pis i graner, amb coberta a dues vessants amb canvis de pendent al cim. La façana principal, a migdia, és perpendicular al carener i de composició simètrica. Planta baixa amb portal d'accés d'arc de mig punt amb maó a plec de llibre, dues finestres i un altre portal petit a un extrem. Les obertures del pis i del graner segueixen, però, el mateix ritme vertical que marca la planta baixa, però fent de l'obertura central del graner un balcó, obligant a la teulada a sobrealçar-se. La façana és acabada amb una petita cornisa de teula i rajola. A l'edifici principal s'afegeixen d'altres dependències d'ús agrícola que conjuntament amb l'era, formen un clos al qual s'accedeix per dos portals de llinda plana i coberts.